# حسن الطريدي
حسن الطريدي (بالإنجليزية: Hassan Al-Traidi)‏؛ مواليد 8 سبتمبر 1989 في، السعودية، هو لاعب كرة قدم سعودي.

## مسيرة اللاعب
لعب سابقاً لأندية الخليج والنهضة و هجر و الصفا.

## الحياة الشخصية
حسن هو شقيق اللاعب عبد المطلب الطريدي .

## روابط خارجية
- حسن الطريدي على موقع Soccerway.com (الإنجليزية)